# Zhongtong Bus
Zhongtong Bus Holding Co., Ltd. (SZSE : 000957) est une entreprise chinoise de fabrication d'autobus basée à Liaocheng, dans la province du Shandong La société est cotée à la Bourse de Shenzhen et est l'un des principaux fabricants de bus en Chine.

## Histoire
L'entreprise a été fondée en 1958 sous le nom de Liaocheng Vehicle Manufacturing and Repair Factory, et a commencé à construire des bus en 1971. Après une série de changements de nom a adopté son nom actuel, Zhongtong Bus, en 1998.

## Produits
Zhongtong Bus produit des autobus légers de 6 mètres aux autobus de luxe haut de gamme de 18 mètres, y compris les bus routiers, urbains, légers et hybrides.

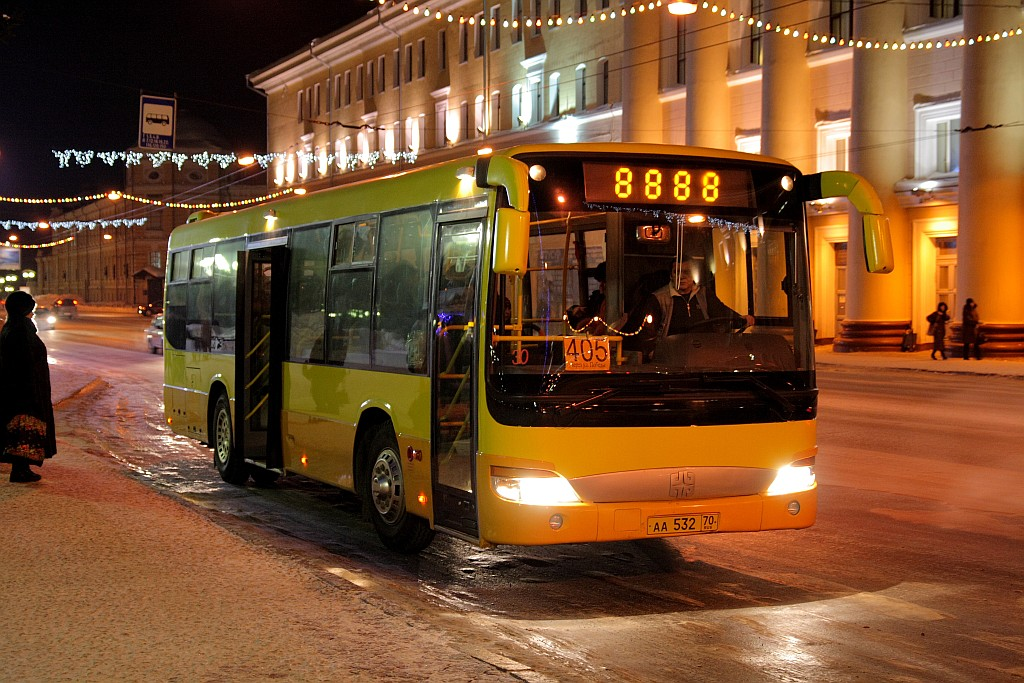
A Zhongtong LCK6103G
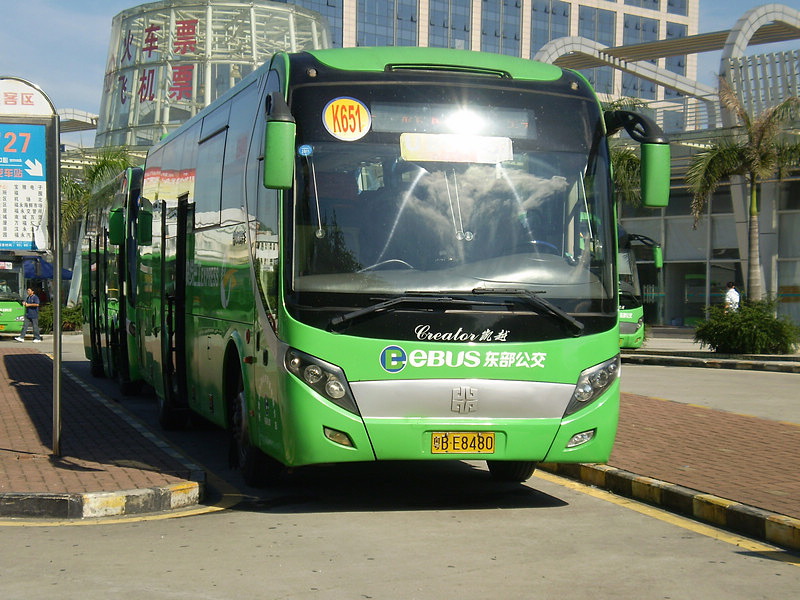
A Zhongtong bus in service in Shenzhen
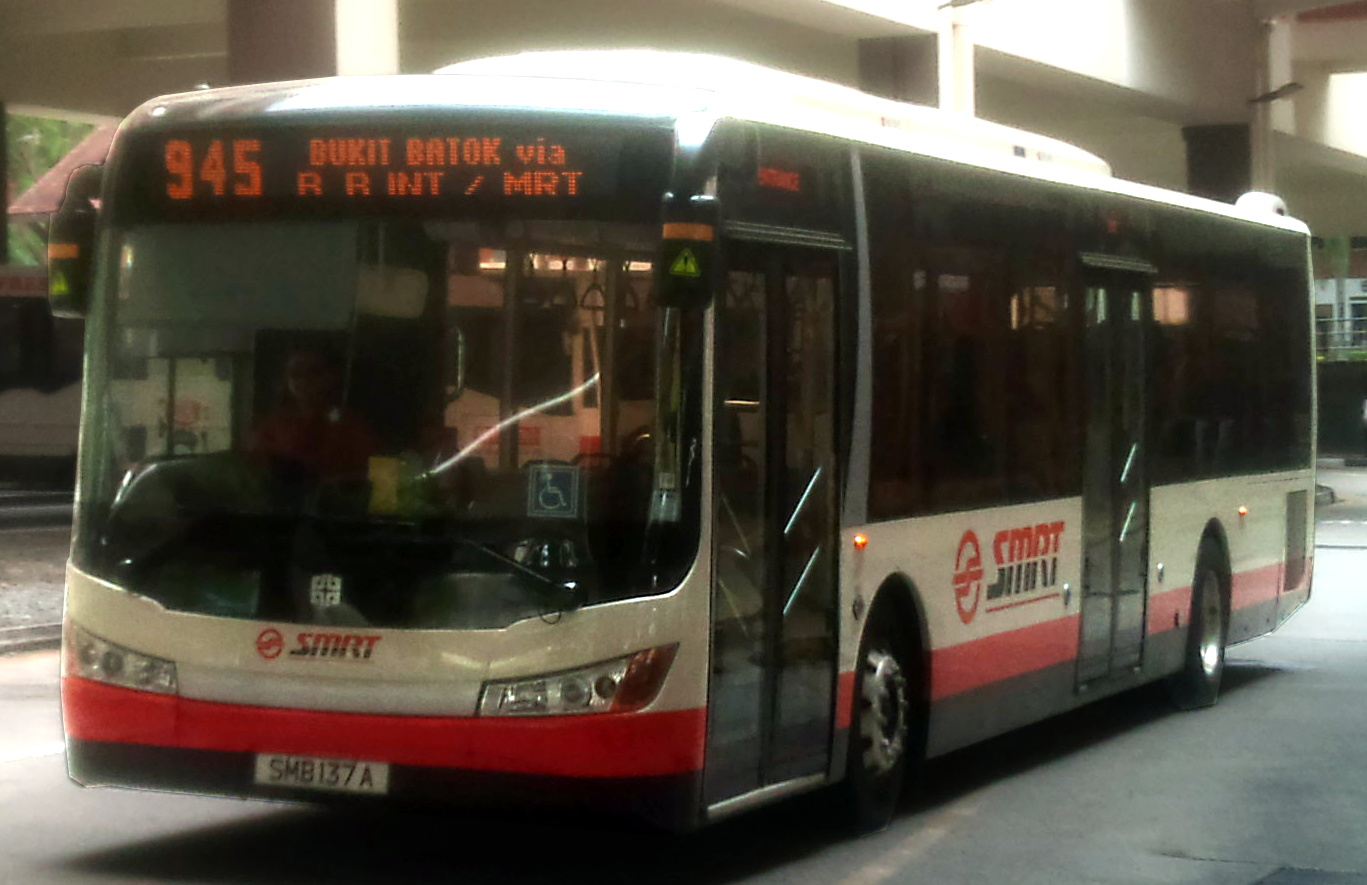
A Zhongtong LCK6121GHEV
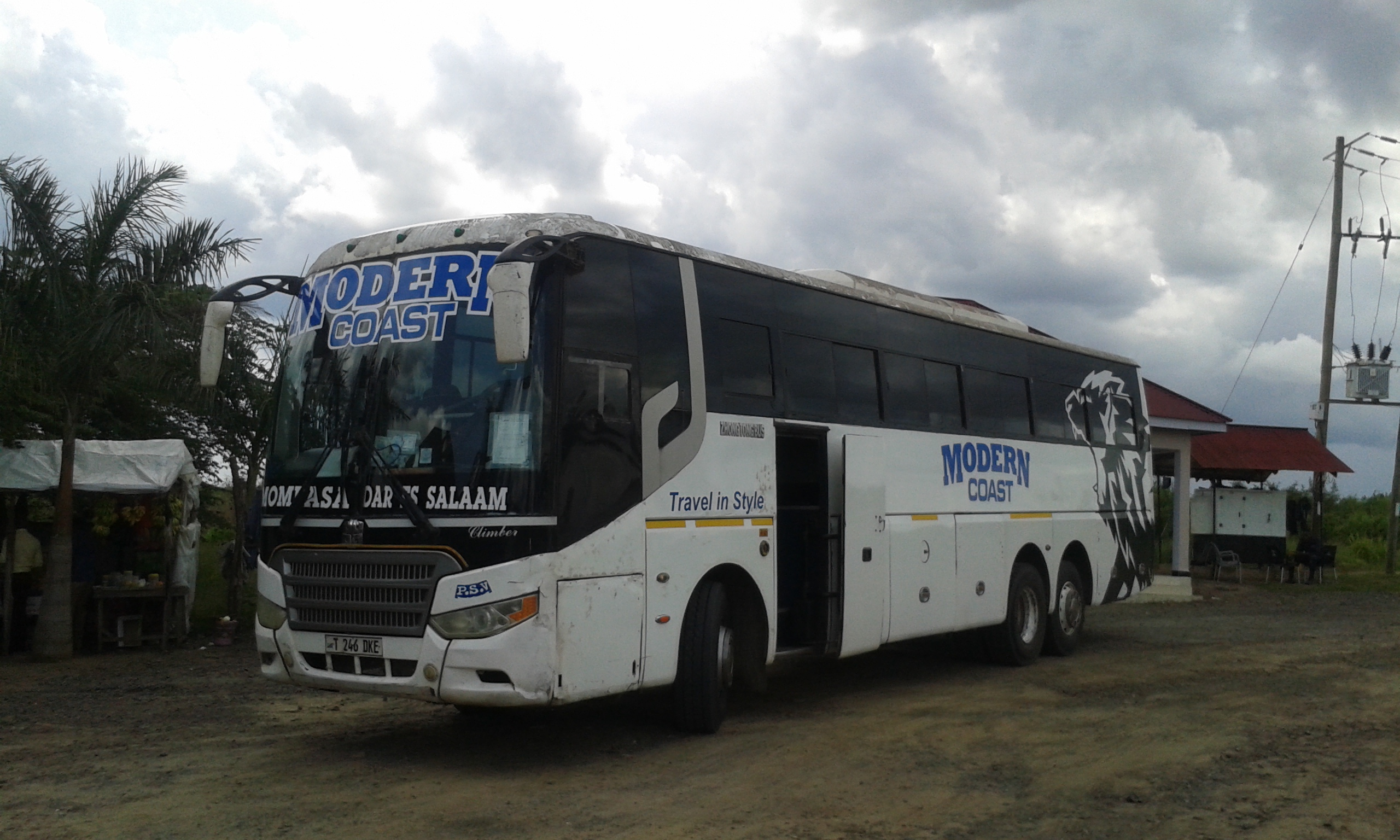
A Zhongtong bus in Tanzania